# Maja Sielaff
Pour les articles homonymes, voir Sielaff.
Maja Sielaff née le 9 novembre 2002, est une joueuse allemande de hockey sur gazon.

## Carrière
Elle a fait ses débuts en équipe première le 13 mars 2022 contre l'Inde à Bhubaneswar lors de la Ligue professionnelle 2021-2022.